# Braisnes-sur-Aronde
Braisnes-sur-Aronde è un comune francese di 173 abitanti situato nel dipartimento dell'Oise della regione dell'Alta Francia.
Il comune si è chiamato Braisnes fino al 1º agosto 2012

## Società

### Evoluzione demografica
Abitanti censiti